# Grand Prix San Marina 2006
Grand Prix San Marina XXVI Gran Premio di San Marino
- 23. duben 2006
- Okruh Imola
- 62 kol x 4,933 km / 305,609 km
- 754. Grand Prix
- 85. vítězství Michaela Schumachera
- 184. vítězství pro Ferrari

## Výsledky
Michael Schumacher převzal pohár z rukou ministra Turistiky a sportu Parida Andreoliho. Pohár pro vítězný tým předal John Nicolson předseda Greater Europe & USA. Fernando Alonso dostal cenu od Massima Marchignoliho starosty města Imola. Třetí Juan Pablo Montoya převzal cenu od Stefana Valliho, prezidenta FASM (Sanmarinský autoklub).

### Pořadí v cíli
| Pozice | Jezdec               | Vůz               | Čas         |
| ------ | -------------------- | ----------------- | ----------- |
| 1      | Michael Schumacher   | Ferrari 248 F1    | 1h31:06,486 |
| 2      | Fernando Alonso      | Renault R26       | á 0:02,0    |
| 3      | Juan Pablo Montoya   | McLaren MP4/21    | á 0:15,8    |
| 4      | Felipe Massa         | Ferrari 248 F1    | á 0:17,0    |
| 5      | Kimi Räikkönen       | McLaren MP4/21    | á 0:17,5    |
| 6      | Mark Webber          | Williams FW28     | á 0:37,7    |
| 7      | Jenson Button        | Honda RA106       | á 0:39,6    |
| 8      | Giancarlo Fisichella | Renault R26       | á 0:40,2    |
| 9      | Ralf Schumacher      | Toyota TF106      | á 0:45,5    |
| 10     | Rubens Barrichello   | Honda RA106       | á 1:17,8    |
| 11     | Nico Rosberg         | Williams FW28     | á 1:19,6    |
| 12     | Jacques Villeneuve   | BMW Sauber F1.06  | á 1:22,3    |
| 13     | Nick Heidfeld        | BMW Sauber F1.06  | á 1 kolo    |
| 14     | Vitantonio Liuzzi    | Torro Rosso STR01 | á 1 kolo    |
| 15     | Scott Speed          | Torro Rosso STR01 | á 1 kolo    |
| 16     | Tiago Monteiro       | Midland M16       | á 2 kola    |
| Kolo   | Odstoupili           | -                 | -           |
| 47     | David Coulthard      | Red Bull RB2      | osa řízení  |
| 44     | Takuma Sató          | Super Aguri SA05  | Cívka       |
| 40     | Christian Klien      | Red Bull RB2      | Hydraulika  |
| 33     | Yuji Ide             | Super Aguri SA05  | Suspenzor   |
| 5      | Jarno Trulli         | Toyota TF106      | Řízení      |
| 0      | Christijan Albers    | Midland M16       | Nehoda      |

### Nejrychlejší kolo
- Fernando Alonso Renault 1:24,569 - 211,098 km/h

### Vedení v závodě
- 1. – 20. kolo Michael Schumacher
- 21. - 25. kolo Fernando Alonso
- 26. – 42. kolo Michael Schumacher
- 43. - 44. kolo Juan Pablo Montoya
- 45. – 62. kolo Michael Schumacher

### Postavení na startu
- Modře startoval z boxu.
- Žlutě rozhodující čas pro postavení na startu.
- Červeně posunutí o deset míst na startu – výměna motoru

| *  | *                                     | *  | *                                      | Kvalifikace III.                    | Kvalifikace II.                        | Kvalifikace I.                         |
| -- | ------------------------------------- | -- | -------------------------------------- | ----------------------------------- | -------------------------------------- | -------------------------------------- |
| 1  | Michael Schumacher Ferrari 1:22,795   |    |                                        | Michael Schumacher Ferrari 1:22,795 | Michael Schumacher Ferrari 1:22,579    | Fernando Alonso Renault 1:23,536       |
|    |                                       | 2  | Jenson Button Honda 1:22,988           | Jenson Button Honda 1:22,988        | Kimi Räikkönen McLaren 1:23,190        | Kimi Räikkönen McLaren 1:24,259        |
| 3  | Rubens Barrichello Honda 1:23,242     |    |                                        | Rubens Barrichello Honda 1:23,242   | Ralf Schumacher Toyota 1:23,565        | Ralf Schumacher Toyota 1:24,370        |
|    |                                       | 4  | Felipe Massa Ferrari 1:24,884          | Felipe Massa Ferrari 1:24,884       | Felipe Massa Ferrari 1:23,595          | Giancarlo Fisichella Renault 1:24,434  |
| 5  | Fernando Alonso Renault 1:23,709      |    |                                        | Fernando Alonso Renault 1:23,709    | Mark Webber Williams 1:23,718          | Jarno Trulli Toyota 1:24,446           |
|    |                                       | 6  | Ralf Schumacher Toyota 1:23,772        | Ralf Schumacher Toyota 1:23,772     | Jarno Trulli Toyota 1:23,727           | Jenson Button Honda 1:24,480           |
| 7  | Juan Pablo Montoya McLaren 1:24,021   |    |                                        | Juan Pablo Montoya McLaren 1:24,021 | Fernando Alonso Renault 1:23,743       | Nico Rosberg Williams 1:24,495         |
|    |                                       | 8  | Kimi Räikkönen McLaren 1:24,158        | Kimi Räikkönen McLaren 1:24,158     | Jenson Button Honda 1:23,749           | Michael Schumacher Ferrari 1:24,598    |
| 9  | Jarno Trulli Toyota 1,24,172          |    |                                        | Jarno Trulli Toyota 1,24,172        | Rubens Barrichello Honda 1:23,760      | Rubens Barrichello Honda 1:24,727      |
|    |                                       | 10 | Mark Webber Williams 1:24,795          | Mark Webber Williams 1:24,795       | Juan Pablo Montoya McLaren 1:23,760    | David Coulthard Red Bull 1:24,849      |
| 11 | Giancarlo Fisichella Renault 1:23,771 |    |                                        |                                     | Giancarlo Fisichella Renault 1:23,771  | Vitantonio Liuzzi Torro Rosso 1:24,879 |
|    |                                       | 12 | Jacques Villeneuve BMW 1:23,887        |                                     | Jacques Villeneuve BMW 1:23,887        | Felipe Massa Ferrari 1:24,884          |
| 13 | Nico Rosberg Williams 1:23,966        |    |                                        |                                     | Nico Rosberg Williams 1:23,966         | Juan Pablo Montoya McLaren 1:24,960    |
|    |                                       | 14 | David Coulthard Red Bull 1:24,101      |                                     | David Coulthard Red Bull 1:24,101      | Mark Webber Williams 1:24,992          |
| 15 | Nick Heidfeld BMW 1:24,129            |    |                                        |                                     | Nick Heidfeld BMW 1:24,129             | Jacques Villeneuve BMW 1:25,081        |
|    |                                       | 16 | Vitantonio Liuzzi Torro Rosso 1:24,520 |                                     | Vitantonio Liuzzi Torro Rosso 1:24,520 | Nick Heidfeld BMW 1:25,081             |
| 17 | Christian Klien Red Bull 1:25,410     |    |                                        |                                     |                                        | Christian Klien Red Bull 1:25,410      |
|    |                                       | 18 | Scott Speed Torro Rosso 1:25,437       |                                     |                                        | Scott Speed Torro Rosso 1:25,437       |
| 19 | Tiago Monteiro Midland 1:26,820       |    |                                        |                                     |                                        | Tiago Monteiro Midland 1:26,820        |
|    |                                       | 20 | Christijan Albers Midland 1:27,088     |                                     |                                        | Christijan Albers Midland 1:27,088     |
| 21 | Takuma Sató Super Aguri 1:27,609      |    |                                        |                                     |                                        | Takuma Sató Super Aguri 1:27,609       |
|    |                                       | 22 | Yuji Ide Super Aguri 1:29,282          |                                     |                                        | Yuji Ide Super Aguri 1:29,282          |

### Páteční tréninky
| *  | I. Trénink                             | *  | II. Trénink                            |
| -- | -------------------------------------- | -- | -------------------------------------- |
| 1  | Michael Schumacher Ferrari 1:24,751    | 1  | Fernando Alonso Renault 1:25,043       |
| 2  | Alexander Wurtz Williams 1:25,132      | 2  | Michael Schumacher Ferrari 1:25,371    |
| 3  | Robert Kubica BMW 1:25,942             | 3  | Robert Kubica BMW 1:25,421             |
| 4  | Anthony Davidson Honda 1:26,012        | 4  | Anthony Davidson Honda 1:25,699        |
| 5  | Jarno Trulli Toyota 1:26,417           | 5  | Felipe Massa Ferrari 1:25,879          |
| 6  | Robert Doornbos Red Bull 1:26,498      | 6  | Giancarlo Fisichella Renault 1:25,991  |
| 7  | Felipe Massa Ferrari 1:26,596          | 7  | Jarno Trulli Toyota 1:26,029           |
| 8  | David Coulthard Red Bull 1:26,678      | 8  | Alexander Wurtz Williams 1:26,328      |
| 9  | Kimi Räikkönen McLaren 1:26,938        | 9  | Juan Pablo Montoya McLaren 1:26,334    |
| 10 | Christijan Albers Midland 1:28,048     | 10 | Nick Heidfeld BMW 1:26,387             |
| 11 | Scott Speed Torro Rosso 1:28,498       | 11 | Jenson Button Honda 1:26,427           |
| 12 | Giorgio Mondini Midland 1:28,969       | 12 | Kimi Räikkönen McLaren 1:26,500        |
| 13 | Christian Klien Red Bull 1:29,106      | 13 | Rubens Barrichello Honda 1:26,653      |
| 14 | Neel Jani Torro Rosso 1:29,695         | 14 | Christijan Albers Midland 1:26,783     |
| 15 | Tiago Monteiro Midland 1:29,697        | 15 | Jacques Villeneuve BMW 1:26,797        |
| 16 | Vitantonio Liuzzi Torro Rosso 1:30,348 | 16 | Robert Doornbos Red Bull 1:26,917      |
| 17 | Takuma Sató Super Aguri 1:31,217       | 17 | Nico Rosberg Williams 1:26,989         |
| 18 | Yuji Ide Super Aguri 1:31,482          | 18 | Vitantonio Liuzzi Torro Rosso 1:27,128 |
| -  | Fernando Alonso Renault 0000           | 19 | Mark Webber Williams 1:27,157          |
| -  | Giancarlo Fisichella Renault 0000      | 20 | David Coulthard Red Bull 1:27,503      |
| -  | Ralf Schumacher Toyota 0000            | 21 | Tiago Monteiro Midland 1:27,544        |
| -  | Juan Pablo Montoya McLaren 0000        | 22 | Ralf Schumacher Toyota 1:27,639        |
| -  | Nick Heidfeld BMW 0000                 | 23 | Scott Speed Torro Rosso 1:27,719       |
| -  | Jacques Villeneuve BMW 0000            | 24 | Christian Klien Red Bull 1:27,990      |
| -  | Mark Webber Williams 0000              | 25 | Neel Jani Torro Rosso 1:28,361         |
| -  | Nico Rosberg Williams 0000             | 26 | Giorgio Mondini Midland 1:28,833       |
| -  | Jenson Button Honda 0000               | 27 | Takuma Sató Super Aguri 1:29,870       |
| -  | Rubens Barrichello Honda 0000          | 28 | Yuji Ide Super Aguri 1:31,042          |

### Sobotní tréninky
| 1  | Michael Schumacher Ferrari 1:23,787   | 2  | Fernando Alonso Renault 1:24,068       |
| 3  | Giancarlo Fisichella Renault 1:24,377 | 4  | Felipe Massa Ferrari 1:24,383          |
| 5  | Kimi Räikkönen McLaren 1:24,626       | 6  | Ralf Schumacher Toyota 1:24,667        |
| 7  | Jenson Button Honda 1:24,850          | 8  | Jacques Villeneuve BMW 1:24,916        |
| 9  | Christian Klien Red Bull 1:24,984     | 10 | Vitantonio Liuzzi Torro Rosso 1:24,994 |
| 11 | Rubens Barrichello Honda 1:25,041     | 12 | Mark Webber Williams 1:25,205          |
| 13 | David Coulthard Red Bull 1:25,575     | 14 | Scott Speed Torro Rosso 1:25,662       |
| 15 | Nick Heidfeld BMW 1:25,701            | 16 | Christijan Albers Midland 1:25,803     |
| 17 | Jarno Trulli Toyota 1:25,806          | 18 | Tiago Monteiro Midland 1:26,476        |
| 19 | Nico Rosberg Williams 1:27,019        | 20 | Takuma Sató Super Aguri 1:28,267       |
| 21 | Yuji Ide Super Aguri 1:29,330         | 22 | Juan Pablo Montoya McLaren 0000        |

### Zajímavosti
- Ferrari bodovalo v 500 GP
- Jarno Trulli startoval v 150 GP
- Michael Schumacher posunul hned dva rekordy po 66 startoval z prvního místa a po 85 zvítězil.

| Pole position      | Vítězství          | Nej. kolo       |
| Michael Schumacher | Michael Schumacher | Fernando Alonso |
| Ferrari 248 F1     | Ferrari 248 F1     | Renault R26     |
| 1:22,795           | 1:31'06.486        | 1:24,569        |
| 214,491 km/h       | 201,261 km/h       | 209,992 km/h    |
| ------------------ | ------------------ | --------------- |

### Stav MS
- Zelená - vzestup
- Červená - pokles

| *  | Jezdec               | Body |
| -- | -------------------- | ---- |
| 1  | Fernando Alonso      | 36   |
| 2  | Michael Schumacher   | 21   |
| 3  | Kimi Räikkönen       | 18   |
| 4  | Giancarlo Fisichella | 15   |
| 5  | Juan Pablo Montoya   | 15   |
| 6  | Jenson Button        | 13   |
| 7  | Felipe Massa         | 9    |
| 8  | Ralf Schumacher      | 7    |
| 9  | Mark Webber          | 6    |
| 10 | Nick Heidfeld        | 5    |
| 11 | Jacques Villeneuve   | 5    |
| 12 | Rubens Barrichello   | 2    |
| 13 | Nico Rosberg         | 2    |
| 14 | Christian Klien      | 1    |
| 15 | David Coulthard      | 1    |

| * | Vůz      | Body |
| - | -------- | ---- |
| 1 | Renault  | 51   |
| 2 | McLaren  | 33   |
| 3 | Ferrari  | 30   |
| 4 | Honda    | 15   |
| 5 | BMW      | 10   |
| 6 | Williams | 8    |
| 7 | Toyota   | 5    |
| 8 | Red Bull | 2    |

| *  | Jezdec         | Body |
| -- | -------------- | ---- |
| 1  | Španělsko      | 36   |
| 2  | Německo        | 35   |
| 3  | Finsko         | 18   |
| 4  | Itálie         | 15   |
| 5  | Kolumbie       | 15   |
| 6  | Velká Británie | 14   |
| 7  | Brazílie       | 11   |
| 8  | Austrálie      | 3    |
| 9  | Kanada         | 5    |
| 10 | Rakousko       | 1    |